# Дебелло, Джеймс
Джеймс Дебелло (англ. James DeBello; род. 9 июня 1980, Хартфорд, США) — американский киноактёр.
Дебютировал в кино в фильме «Американский пирог» (1999), но известность получил после главной роли в молодёжной комедии «Детройт — город рока» (1999).
В 2000-х годах Дебелло сыграл главные роли в фильмах «Преступление и наказание в пригороде» (2000), «100 девчонок и одна в лифте» (2000), «Лихорадка» (2002), «Переполох в общаге» (2003), «Переполох в общаге 2» (2006) и «Трансильмания» (2009). Также он исполнил второстепенные роли в фильмах «Одержимость» (2002) и «После секса» (2007). В 2010-х годах снялся в главной роли в фильме «Пентхаус» (2010) и во второстепенной роли в фильме «ФП» (2011).

## Биография

### Ранние годы
Джеймс Дебелло родился 9 июня 1980 года в Хартфорде, штат Коннектикут. В 16 лет переехал в Лос-Анджелес, где начал актёрскую карьеру после того, как был замечен агентом.

### Карьера
Первой работой Дебелло стала эпизодическая роль в медицинской драме «Скорая помощь» в 1997 году. В 1999 году он сыграл небольшую роль в комедии «Американский пирог» (персонаж по имени «энтузиаст»), а затем получил известность благодаря роли в молодёжной комедии «Детройт — город рока», где снимался вместе с Эдвардом Фёрлонгом.
В 2002 году Дебелло сыграл Кристофера в психологическом триллере «Одержимость», а затем — Берта в дебютном фильме Илая Рота «Лихорадка». На кастинге Дебелло отказался вставать по просьбе Рота, но режиссёр заявил, что «взгляд и закатывание глаз Джеймса убедили меня, что он идеально подходит на роль Берта». В 2003 году он сыграл Клиффа Ричардса в комедии «Переполох в общаге», а в 2006 году повторил эту роль в сиквеле.
В 2004 году Дебелло был арестован после пьяной драки в ночном клубе, где он якобы ударил женщину гипсовой повязкой на правой руке. Он был отпущен под подписку о невыезде по подозрению в совершении проступка.

## Фильмография

### Фильмы
| Год  | Название                               | Роль                | Примечания             |
| ---- | -------------------------------------- | ------------------- | ---------------------- |
| 1999 | «Американский пирог»                   | Энтузиаст           |                        |
| 1999 | «Детройт — город рока»                 | Трип                |                        |
| 1999 | «Here Lies Lonely»                     | Кенни               |                        |
| 2000 | «Преступление и наказание в пригороде» | Джимми              |                        |
| 2000 | «100 девчонок и одна в лифте»          | Род                 |                        |
| 2001 | «Очень страшное кино 2»                | Томми               |                        |
| 2001 | «Going Greek»                          | Злой новичок        | В титрах не указан     |
| 2002 | «Одержимость»                          | Кристофер Данте     |                        |
| 2002 | «Лихорадка»                            | Берт                |                        |
| 2002 | «Nightstalker»                         | Полицейский         | В титрах не указан     |
| 2003 | «Переполох в общаге»                   | Клифф Ричардс       |                        |
| 2003 | «Red Zone»                             | Рокер               |                        |
| 2004 | «Cabin Fever: Family Friendly Version» | Берт                | Короткометражный фильм |
| 2004 | «Walk Into a Bar»                      | Главный герой       | Короткометражный фильм |
| 2004 | «The Hillz»                            | Крейг               |                        |
| 2005 | «Adam and Eve»                         | Работник кофейни    | В титрах не указан     |
| 2006 | «Steel City»                           | Брат Марии          |                        |
| 2006 | «Переполох в общаге 2»                 | Клифф Ричардс       |                        |
| 2006 | «Rocker»                               | Джексон             |                        |
| 2007 | «После секса»                          | Боб                 |                        |
| 2007 | «The FP»                               | Beat Box Busta Bill | Короткометражный фильм |
| 2007 | «Kush»                                 | Энимал              |                        |
| 2009 | «Трансильвания»                        | Клифф               |                        |
| 2009 | «No Time to Fear»                      | Джейк               |                        |
| 2009 | «Henry John and the Little Bug»        | Джозеф              | Короткометражный фильм |
| 2010 | «Пентхаус»                             | Хит                 |                        |
| 2010 | «10 Years Later»                       | Гаррет Хосс         |                        |
| 2011 | «ФП»                                   | Beat Box Busta Bill |                        |
| 2011 | «Shooting for Something Else»          | Рэй                 | Короткометражный фильм |
| 2011 | «Cornered»                             | Дэвид               |                        |
| 2012 | «Random Acts of Violence»              | Карл                |                        |
| 2013 | «The Chronicles of Elijah Sincere»     | Эд Ноубл            | Короткометражный фильм |
| 2013 | «Matanza»                              | Дерек               | Короткометражный фильм |
| 2016 | «Urge»                                 | Игрок               |                        |
| 2017 | «Sex Guaranteed»                       | Стив                |                        |
| 2019 | «First Person: A Film About Love»      | Ричард              |                        |
| 2019 | «Clinton Road»                         | Бегори              |                        |
| 2019 | «Masked Mutilator»                     | Молодой Стив Карсон |                        |
| 2021 | «Projections»                          | Рокко               | Короткометражный фильм |
| 2024 | «60 Minutes to Kill»                   | Дэвид Линч          | В производстве         |

### Телевидение
| Год       | Название                               | Роль           | Примечания                          |
| --------- | -------------------------------------- | -------------- | ----------------------------------- |
| 1997      | «Скорая помощь»                        | Дэнни Сифф     | Эпизод: "Ground Zero"               |
| 1996-1998 | «Sports Theater with Shaquille O’Neil» | Райан Халл     | 2 эпизода                           |
| 1999      | «The '60s»                             | О’Дауд         | (Мини-сериал) 2 эпизода             |
| 2002      | «My Guide to Becoming a Rock Star»     | Дэнни Уиттакер | Эпизод: "Пилот"                     |
| 2006      | «Американский папаша!»                 | A.J.           | Эпизод: "With Friends like Steve’s" |
| 2008      | «Ghouls»                               | Томас          | Телефильм                           |